# Les Creuttes
Les Creuttes est une localité de Mons-en-Laonnois et une ancienne commune française, située dans le département de l'Aisne en région Hauts-de-France.
Elle est absorbée le 19 septembre 1806 dans la commune de Mons-en-Laonnois.

## Géographie
D'altitude similaire au haut de Laon, les habitations du mont sont creusées dans les falaises et les affleurements rocheux.

## Histoire
Les Creuttes sont aussi un lieu touristique où les habitants primitifs s'abritaient dans les grottes habitées ensuite par les Francs et Mérovingiens. Une ancienne église était érigée aux Creuttes mais celle-ci fut dépouillée en 1794. Aujourd'hui, il ne reste que des décombes.
La commune de Les Creuttes a été créée lors de la Révolution française. Le 19 septembre 1806, elle est absorbée par la commune voisine de Mons-en-Laonnois par ordonnance impériale.

## Administration
Jusqu'à l'absorption par la commune de Mons-en-Laonnois en 1806, la commune faisait partie du canton d'Anizy-le-Château dans le département de l'Aisne. Elle appartenait aussi à l'arrondissement de Laon depuis 1801 et au district de Laon entre 1790 et 1795. La liste des maires de Les Creuttes est :
| Période                                  | Période | Identité | Étiquette | Qualité |
| ---------------------------------------- | ------- | -------- | --------- | ------- |
|                                          |         |          |           |         |
| Les données manquantes sont à compléter. |         |          |           |         |

## Démographie
Jusqu'en 1806, la démographie de Les Creuttes était :
| 1793 | 1800 | 1806 |
| ---- | ---- | ---- |
| 71   | 82   | 90   |